# Palmen aus Plastik (Lied)
Palmen aus Plastik ist ein Lied des deutschen Rappers Bonez MC und des österreichischen Rappers RAF Camora. Der Song ist die erste Singleauskopplung ihres gleichnamigen Kollaboalbums Palmen aus Plastik und wurde am 15. Juli 2016 veröffentlicht.

## Inhalt
Palmen aus Plastik ist ein sommerliches Lied, in dem Bonez MC und RAF Camora das Flair der karibischen Dancehall-Musik auf Deutschland bzw. Österreich übertragen. Dabei rappen sie über ihre Städte Hamburg, Berlin und Wien, in denen die Sonne nur aus dem Solarium komme und man Motorgeräusche anstelle von Meeresrauschen höre. Weitere Themen sind Reichtum, Autos, Frauen sowie der Konsum von Marihuana und Alkohol. Der Songtitel Palmen aus Plastik nimmt Bezug auf die sich im Hamburger Antonipark befindenden künstlichen Palmen aus Metall.
| Liedteil   | Künstler                |
| Refrain    | RAF Camora              |
| 1. Strophe | Bonez MC                |
| 2. Strophe | RAF Camora              |
| Bridge     | RAF Camora und Bonez MC |

„Unter Palmen aus Plastik
Am Meer aus Benzin
Ohne Sand, aber macht nichts
Drehe Runden auf’m Roller
Wird ’n bisschen kalt, wenn es Nacht ist
Ich verbrenne mein Weed
Unter Palmen aus Plastik“

## Produktion
Der Song wurde von RAF Camora in Zusammenarbeit mit dem Musikproduzenten Beataura produziert. Der Text wurde von Bonez MC und RAF Camora geschrieben.

## Musikvideo
Bei dem zu Palmen aus Plastik gedrehten Musikvideo führte der Regisseur Shaho Casado Regie. Es feierte am 15. Juli 2016 Premiere auf YouTube und ist mit mehr als 161 Millionen Aufrufen (Stand: September 2022) das meistgesehene Video der beiden Künstler sowie eines der meistgeklickten deutschen Hip-Hop-Videos.
Zu Beginn sind Bonez MC und RAF Camora im Hamburger Antonipark, in dem künstliche Palmen aus Metall aufgestellt sind, zu sehen. Bonez MC rappt seine Strophe, während er von einer Menge Leuten umgeben ist, darunter auch Polizisten sowie die Rapper Maxwell und Sa4 von der 187 Strassenbande. Einzelne Szenen zeigen ihn, wie er mit einem Krokodil an der Leine durch die Straßen läuft. Später ist er mit dem Model Jill Hardener in einer Wohnung zu sehen. RAF Camora steht während seiner Strophe überwiegend auf dem Dach eines Hochhausblocks, wobei er einen Raben auf seinem Arm trägt. Zudem sind im Video zahlreiche Motorräder und Autos zu sehen, deren Reifen teilweise zum Durchdrehen gebracht werden.

## Single

### Covergestaltung
Als Singlecover wurde das gleiche Motiv verwendet wie zum zugehörigen Album Palmen aus Plastik: Es zeigt Bonez MC und RAF Camora, die vor einer Treppe am Strand von Barcelona (⊙) stehen. Links und rechts im Bild sind Palmen zu sehen und oben blauer Himmel. Rechts unten befinden sich die weißen Schriftzüge Palmen aus Plastik, Bonez MC und RAF Camora.

### Chartplatzierungen
Palmen aus Plastik stieg am 22. Juli 2016 auf Platz 40 in die deutschen Singlecharts ein und erreichte acht Wochen später mit Rang zehn die beste Platzierung. Insgesamt konnte das Lied sich 53 Wochen in den Top 100 halten, womit es zu den am längsten platzierten Singles zählt. Bonez MC und RAF Camora erreichten hiermit erstmals in ihrer Karriere die Top 10 der deutschen Singlecharts. In Österreich belegte die Single Position 51 und hielt sich vier Wochen in den Charts, während sie in der Schweizer Hitparade Platz 66 erreichte und sich drei Wochen in den Top 100 halten konnte. In den deutschen Single-Jahrescharts 2016 belegte das Lied Platz 47.
| ChartsChartplatzierungen | Höchstplatzierung | Wochen |
| ------------------------ | ----------------- | ------ |
| Deutschland (GfK)        | 10 (53 Wo.)       | 53     |
| Österreich (Ö3)          | 51 (4 Wo.)        | 4      |
| Schweiz (IFPI)           | 66 (3 Wo.)        | 3      |

| ChartsJahrescharts (2016) | Platzierung |
| ------------------------- | ----------- |
| Deutschland (GfK)         | 47          |

### Verkaufszahlen und Auszeichnungen
Palmen aus Plastik wurde im Juni 2022 in Deutschland für mehr als eine Million verkaufte Einheiten mit einer Diamantenen Schallplatte ausgezeichnet und zählt damit nicht nur zu den meistverkauften Rapsongs in Deutschland, sondern allgemein zu den meistverkauften Singles des Landes. Zuvor erreichte das Lied bereits 2016 Gold-, 2017 Platin-, 2018 Dreifachgold- und 2020 Doppelplatin-Status. Zudem gehört es mit über 210 Millionen Streams (Stand: Juli 2025) zu den meistgestreamten deutschsprachigen Liedern auf Spotify.
| Land/Region        | Auszeichnungen für Musikverkäufe (Land/Region, Auszeichnung, Verkäufe) | Verkäufe  |
| ------------------ | ---------------------------------------------------------------------- | --------- |
| Deutschland (BVMI) | Diamant                                                                | 1.000.000 |
| Insgesamt          | 1× Diamant ·                                                           | 1.000.000 |